# Comuna Menjînske, Nikopol
Menjînske (în ucraineană Менжинське) este o comună în raionul Nikopol, regiunea Dnipropetrovsk, Ucraina, formată din satele Menjînske (reședința), Oleksiivka și Starozavodske.

## Demografie
Componența lingvistică a satului Menjînske
     Ucraineană (89,4%)
     Rusă (9,99%)
     Alte limbi (0,49%)
Conform recensământului din 2001, majoritatea populației satului Menjînske era vorbitoare de ucraineană (89,4%), existând în minoritate și vorbitori de rusă (9,99%).